# 岸純信
岸 純信（きし すみのぶ、1963年 - ）は、日本のオペラ研究家、音楽評論家。関西大学法学部卒業。大阪大学非常勤講師（オペラ史）。一般社団法人 国際総合芸術研究会（WCARS）代表理事。新国立劇場オペラ専門委員や静岡国際オペラコンクール企画運営委員を歴任。

## 人物
大阪府生まれ。日本を代表するオペラ評論家として、『音楽之友』や『レコード芸術』、『ぶらあぼ』など各種の音楽雑誌、新聞、公演プログラム等への寄稿、およびCD・DVDの曲目解説を多数おこなう。テレビ、ラジオのオペラ関連番組にもたびたび出演している。

## 著作

### 単著
- オペラ・ガイド〈2004/05年版〉　アルファベータ、2004年
- オペラは手ごわい　春秋社、2014年
- 簡略オペラ史: 闘いの歴史 八千代出版、2020年
- オペラのひみつ　メイツユニバーサルコンテンツ、2022年

### 翻訳
- マリア・カラスという生きかた　音楽之友社、2003年
- ワーグナーとロッシーニ 巨星同士の談話録: 1860年3月の会見　八千代出版、2024年
- パリと共に70年 作曲家ビュッセル回想録: 《ペレアス》から《優雅なインドの国々》まで　八千代出版、2024年
- 歌の女神と学者たち［上巻］ 八千代出版、2025年

### 共著
- イタリア文化事典　丸善出版、2011年

## メディア出演
- ららら♪クラシック（NHK教育テレビジョン）
- 芸術劇場（NHK教育テレビジョン）
- 愛の劇場〜男と女はトメラレナイ〜（NHK教育テレビジョン）
- オペラファンタスティカ　（NHK-FM）